# その声のあなたへ
『その声のあなたへ』（そのこえのあなたへ）は、2022年制作の日本のドキュメンタリー映画。
テレビアニメ『北斗の拳』のラオウ役や『Dr.スランプ アラレちゃん』の則巻千兵衛役、『ドラゴンボール』の神龍役などで知られる声優・内海賢二の実像に迫ったドキュメンタリー。主人公の新人ライターが、野沢雅子、神谷明、羽佐間道夫、戸田恵子、山寺宏一ら内海賢二を生前からよく知る声優陣たちの証言を通して「内海賢二」について、そして声優という職業の変遷を辿っていく。豪華声優陣によるインタビューパートとドラマパートで構成されており、多くの声優から語られる言葉たちは、歴史の証言のようでもあり、一方で現在にも響く“生の声”という二つの側面がある。

## キャスト
- 逢田梨香子
- 伊藤昌弘
- 内海賢太郎
- 勝杏里
- かないみか
- 神谷明
- 柴田秀勝
- 杉山里穂
- 谷山紀章
- 戸田恵子
- 浪川大輔
- 野沢雅子
- 野村道子
- 羽佐間道夫
- 水樹奈々
- 三間雅文
- 山寺宏一
- 和氣あず未